# Yaracuy
Yaracuy és un dels 23 estats en què és dividida Veneçuela. La capital de l'estat és San Felipe.

## Municipis
- Aristides Bastidas (San Pablo)
- Bolivar (Aroa)
- Bruzual (Chivacoa)
- Cocorote (Cocorote)
- Independencia (Independencia)
- Jose Antonio Paez (Sabana de Parra)
- La Trinidad (Boraure)
- Manuel Monge (Yumare)
- Nirgua (Nirgua)
- Peña (Yaritagua)
- San Felipe (San Felipe)
- Sucre (Guama)
- Urachiche (Urachiche)
- Veroes (Farriar).